# 臺灣總督府法院

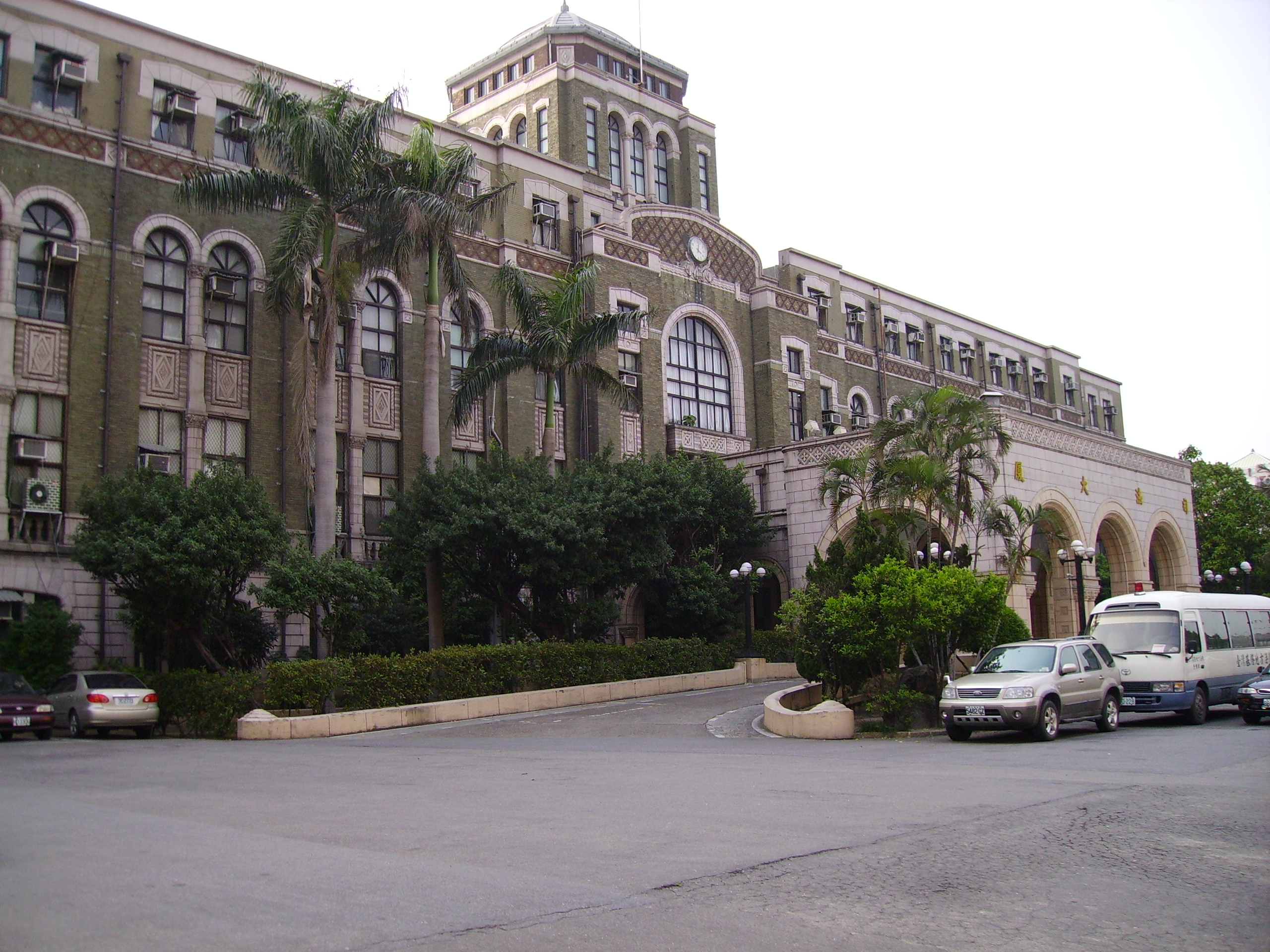
舊臺灣總督府法院廳舍，今司法大廈。

臺灣總督府法院指的是臺灣日治時期的司法機關，泛指依照〈臺灣總督府法院職制〉（1895年10月7日）、〈臺灣總督府法院條例〉（1896年5月1日）等法令設置的各級法院、支部與出張所。日治時期的法院制度歷經變動，大致可分為一審時期、三級三審時期、二級二審時期、二級三審時期、二級三審四部時期、戰爭末期。
日本帝國接受台灣之後，翌年（1896）即建立了近代之法院體系，實施近代之訴訟制度，而同時期之中國大陸，清帝國直到1910年才延攬日本學者起草大清民事訴訟律草案。

## 沿革

### 一審時期
1895年乙未戰爭時期，依照該年6月28日的地方官暫訂官制，由警察部掌管刑事裁判，縣內務部掌管民事裁判，而到8月6日時，改由臺灣總督府陸軍局法官部來掌管司法裁判（民政局民刑課也有所參與），10月7日發布〈臺灣總督府法院職制〉，依照此日令設置的「臺灣總督府法院」於11月20日正式運作，底下11個支部也陸續設立運作，其名單如下：
| 名稱        | 轄區                             | 備註 |
| ----------- | -------------------------------- | --- |
| 本院        | 臺北縣直轄地、基隆支廳、淡水支廳 | |
| 宜蘭支部    | 臺北縣宜蘭支廳                   | |
| 新竹支部    | 臺北縣新竹支廳                   | |
| 苗栗支部    | 臺灣民政支部苗栗出張所           | |
| 臺灣支部(?) | 臺灣民政支部直轄地(?)            | 臺中地方法院的檔案中，曾發現某一在1896年6月10日所為的判決，署名為「臺灣總督府法院臺灣支部」，詳情待確認。 |
| 彰化支部    | 彰化出張所                       | 彰化出張所在1895年11月29日改為鹿港出張所，彰化支部遂改稱鹿港支部，並遷入清末的臺灣府城（今臺中市）。      |
| 雲林支部    | 臺灣民政支部雲林出張所           | |
| 埔里社支部  | 臺灣民政支部埔里社出張所         | |
| 嘉義支部    | 臺灣民政支部嘉義出張所           | 嘉義出張所在1895年11月13日改隸臺南民政支部。                                                              |
| 臺南支部    | 臺南民政支部直轄、安平出張所     | 安平出張所在1895年12月31日裁撤併入直轄地。                                                                |
| 鳳山支部    | 臺南民政支部鳳山出張所           | |
| 恆春支部    | 臺南民政支部恆春出張所           | |
| 澎湖島支部  | 澎湖島廳                         | |

而由於〈臺灣總督府法院職制〉為一軍事命令，故性質上算是軍事法庭，且僅有一審，還不完全算是近代性法院（獨立於行政、立法）。

### 三級三審時期
由於臺灣總督府在明治廿九年（1896年）3月31日宣布結束軍政，自4月1日起施行民政，因此司法裁判也要脫離軍事機關的掌握，但是因為日本的〈裁判所構成法〉不適用於臺灣，遂在5月1日以律令第一號公布〈臺灣總督府法院條例〉，依此法設立的法院於同年7月15日開始運作。
在此律令之下臺灣的司法制度改為三級三審制，設有地方法院、覆審法院與高等法院，地方法院掌管第一審民刑事裁判與刑事預審，覆審法院掌管不服地方法院判決而提起的訴訟（事實審、法律審），若不服覆審法院判決則可再向高等法院提起上告（法律審）。高等法院與覆審法院都在臺北（各一間），另將11支部改為地方法院，再增加臺北、臺中地方法院，後來數量仍有所變動；地院名單如下：
| 名稱           | 轄區             | 備註 |
| -------------- | ---------------- | --- |
| 臺北地方法院   | 臺北縣直轄地     | |
| 基隆地方法院   | 臺北縣基隆支廳   | 1896年7月12日以府令20號宣布暫不設立，業務由臺北地方法院代理。                                                                      |
| 淡水地方法院   | 臺北縣淡水支廳   | 1896年7月12日以府令20號宣布暫不設立，業務由臺北地方法院代理。                                                                      |
| 宜蘭地方法院   | 臺北縣宜蘭支廳   | |
| 新竹地方法院   | 臺北縣新竹支廳   | |
| 苗栗地方法院   | 臺中縣苗栗支廳   | 以府令第54號宣布於1897年11月15日廢止，業務由新竹地方法院代理，1898年7月1日改由臺中地方法院代理。                                   |
| 臺中地方法院   | 臺中縣直轄地     | 1897年11月15日以府令55號將該院自臺中移到彰化城總爺街。                                                                             |
| 鹿港地方法院   | 臺中縣鹿港支廳   | 1896年10月17日以府令48號將該院移到彰化，改稱彰化地方法院，後以府令第54號宣布於1897年11月15日廢止彰化地院，業務移交給臺中地方法院。 |
| 埔里社地方法院 | 臺中縣埔里社支廳 | 以府令第44號宣布於1897年10月15日廢止，業務移交給臺中地方法院。                                                                     |
| 雲林地方法院   | 臺中縣雲林支廳   | 以府令第54號宣布於1897年11月15日廢止，業務移交給嘉義地方法院，1898年7月1日改由臺中地方法院代理。                                   |
| 嘉義地方法院   | 臺南縣嘉義支廳   | |
| 臺南地方法院   | 臺南縣直轄地     | |
| 鳳山地方法院   | 臺南縣鳳山支廳   | |
| 恆春地方法院   | 臺南縣恆春支廳   | 以府令第44號宣布於1897年10月15日廢止，業務移交給鳳山地方法院。                                                                     |
| 臺東地方法院   | 臺南縣臺東支廳   | 1896年10月1日以府令42號宣布暫不設立，業務由恆春地方法院代理。                                                                      |
| 澎湖島地方法院 | 澎湖島廳         | |

然而在一般司法制度之外，於明治廿九年（1896年）發生的雲林大屠殺事件中引入日本在明治廿三年（1890年）已廢除的「臨時法院」制度。依照該年7月11日的律令第二號，發生事件時總督府法院可在事發地設立「臺灣總督府臨時法院」迅速審判涉嫌抗日者。臨時法院由五位判官組成，僅一審終結，僅有例外情形時才可提上訴或再審，管轄事項包括「意圖顛覆政府，竊據國土及其他紊亂朝憲而犯罪者」、「意圖反抗施政以暴動犯罪者」、「意圖對具有重要官職者加以危害而犯罪者」、「觸犯有關外患罪者」。而由於臨時法院的判官與檢察官都來自覆審法院或高等法院，且不隸屬軍事機關，故性質上不算是軍事法庭。

### 二級二審時期
明治卅一年（1898年）7月20日開始施行依該年律令第16號修改過的〈臺灣總督府法院條例〉，其中最重大變革即是廢除高等法院，變為二級二審制，此外臨時法院合議庭改為僅由三位判官組成，管轄事項增加「犯匪徒刑罰令所揭之罪者」。然而由於有「控訴預納金」制度，要求受重罪輕罪判決擬提起訴訟者要先繳保證金，影響人民就刑事案件進行第二審的權利。另外明治卅二年（1899年）律令第一號宣布1895年5月8日以前發生訴權的民事案件，自該年4月1日開始地院不再受理（後以律令第5號延到該年10月1日才停止受理）。
此時的地方法院剩下臺北、臺中、臺南，除臺中外，各設有一～三出張所，其名單如下。
| 名稱         | 轄區                                                                 | 備註 |
| ------------ | -------------------------------------------------------------------- | --- |
| 臺北地方法院 | 臺北縣基隆、台北、景尾、滬尾、水返腳、頂雙溪、三角湧、桃仔園各辦務署 | |
| 宜蘭出張所   | 宜蘭廳                                                               | 初設時不審判，後以府令第129號宣布於1900年2月1日開始辦理裁判事務。 |
| 新竹出張所   | 臺北縣新竹、新埔辦務署                                               | 以府令第66號宣布於1901年11月11日成立苗栗廳，並以府令第67號宣布同日起該廳裁判事務歸新竹出張所審理，後以府令第77號宣布於1909年10月25日降為登記所（不審判），續以府令第1號宣布於1919年1月7日恢復。 |
| 臺中地方法院 | 臺中縣                                                               | 1902年1月17日以府令第5號將該院自彰化城總爺街移到臺中，後以府令第28號宣布於1904年4月1日降為出張所，續以府令第77號宣布於1909年10月25日恢復。                                                      |
| 臺南地方法院 | 臺南縣大目降、臺南各辦務署、臺東廳、澎湖廳                           | |
| 嘉義出張所   | 臺南縣店仔口、麻豆、嘉義、打貓、鹽水港、樸仔腳各辦務署               | 以府令第66號宣布於1901年11月11日成立斗六廳，並以府令第67號宣布同日起該廳裁判事務歸嘉義出張所審理，後以府令第77號宣布於1909年10月25日降為登記所（不審判），續以府令第1號宣布於1919年1月7日恢復。 |
| 鳳山出張所   | 臺南縣鳳山、阿公店、阿猴、潮州庄、東港、恆春各辦務署                 | 初設時不審判，後以府令第129號宣布於1900年2月1日開始辦理裁判事務，又以府令第28號宣布於1904年4月1日起不審判，續以府令第32號宣布於1905年7月1日更名登記所。                                         |
| 澎湖出張所   | 澎湖廳                                                               | 從未辦理裁判事務，以府令第28號宣布於1904年4月1日廢止。 |

臺灣的地方法院在明治卅二年（1899年）6月開始辦理日本人的「建物登記」與其他日本民商法上的登記，明治卅七年（1904年）2月10日起開始辦理公證事項，同年（1904年）5月地院出張所得審理業經預審的刑事案件。隔年（1905年）因〈臺灣土地登記規則〉施行，於地院和出張所設置「登記所」，辦理公證業務與業主權、典權、胎權、贌耕權，明治四十一年（1908年）8月再增加辦理船舶登記。

### 二級三審時期
大正八年（1919年）8月8日以律令第四號再次修改〈臺灣總督府法院條例〉，重新設置高等法院，但廢除覆審法院，不過於高等法院內設置「上告部」與「覆審部」，分別處理第三審與第二審，故雖然只有二級法院但為三審制。「上告部」由五位判官合議審判，對第三審上訴（上告）、抗告與政治性案件做成最終裁判，其法律見解拘束「覆審部」與各地院；「覆審部」由三位判官合議審判，處理第二審上訴（控訴）及抗告，相當於日本的「控訴院」。此外「臨時法院」制度也於該年（1919年）宣告廢除，其管轄事項改由高等法院上告部為第一審與終審法院；律令第六號（1919年）也廢止了「控訴預納金」制度。
此時原本的「地方法院出張所」改稱「地方法院支部」，「登記所」改成「地方法院出張所」，最初設有臺北、臺中、臺南三個地院與宜蘭、新竹、嘉義三個地方法院支部。大正十二年（1923年）1月1日日本民商法適用於臺灣後，臺人與日人都可到法院辦理日本民商法上的各種登記事項。

### 二級三審四部時期
昭和二年（1927年）再次修改〈臺灣總督府法院條例〉，於7月10日施行新制，使得臺灣司法制度實質內涵更接近日本本土的司法制度（四級三審）。該制度在地方法院設置「合議部」與「單獨部」，「單獨部」所進行的第一審裁判，不服者可向「合議部」提起第二審上訴，再不服則向高等法院上告部提起第三審上訴，而若由「合議部」進行第一審裁判，則由高等法院覆審部、上告部進行第二、三審。
臺灣司法的高等法院上告部、高等法院覆審部、地方法院合議部、地方法院單獨部，相當於日本本土的大審院、控訴院、地方裁判所、 區裁判所，故是以「二級三審四部」來替代日本的「四級三審」。
而在法院數量方面，昭和八年（1933年）3月15日增設臺南地方法院高雄支部，該支部於昭和十五年（1940年）12月20日升格為高雄地方法院；昭和十一年（1936年）臺北地方法院花蓮港出張所改制為臺北地方法院花蓮港支部，昭和十三年（1938年）5月4日臺北地方法院新竹支部升格為新竹地方法院。故昭和十五年（1940年）左右，臺灣共有五個地院，三個地方法院支部，另有38個地方法院出張所。高等法院及地方法院皆設有檢察局，並配有檢察長官和檢察官，地方法院支部則是僅有檢察官。
| 地方法院     | 圖片 | 位置                 | 支部                    | 出張所 |
| ------------ | ---- | -------------------- | ----------------------- | --- |
| 高等法院     |      | 台北市文武町、書院町 | -                       | - |
| 台北地方法院 |      | 台北市文武町、書院町 | - 宜蘭支部 - 花蓮港支部 | - 淡水出張所 - 基隆出張所 - 新店出張所 - 羅東出張所 - 板橋出張所 - 玉里出張所 - 台東出張所                           |
| 新竹地方法院 |      | 新竹市表町           | -                       | - 桃園出張所 - 中壢出張所 - 大溪出張所 - 竹南出張所 - 苗栗出張所 - 竹東出張所 - 大湖出張所                           |
| 台中地方法院 |      | 臺中市明治町         | -                       | - 大甲出張所 - 豐原出張所 - 東勢出張所 - 彰化出張所 - 員林出張所 - 北斗出張所 - 南投出張所 - 埔里出張所 - 竹山出張所 |
| 台南地方法院 |      | 臺南市南門町         | - 嘉義支部              | - 斗六出張所 - 虎尾出張所 - 北港出張所 - 朴子出張所 - 新營出張所 - 麻豆出張所 - 佳里出張所 - 新化出張所              |
| 高雄地方法院 |      | 高雄市山下町         | -                       | - 岡山出張所 - 鳳山出張所 - 東港出張所 - 恆春出張所 - 屏東出張所 - 潮州出張所 - 旗山出張所 - 馬公出張所              |

### 戰爭末期（二審制）
昭和十八年（1943年）2月24日，日本的〈裁判所構成法戰時特例〉開始於臺灣施行，使得特種民刑事案件不再進行第二審上訴（控訴），不服地院單獨部判決者，得向高等法院覆審部提起「上告」；不服地院合議部判決者，得向高等法院上告部提起「上告」。而到了同年11月5日，所有民刑事案件均改為二審制。
第二次世界大戰結束後，臺灣司法體系由中華民國的臺灣高等法院接收，直屬於司法行政部。

#### 附註
1. ↑  剛開始時，臺北地院設四個登記所，新竹出張所設二個，臺中出張所設四個，臺南地院設八個，嘉義出張所設三個，而登記所最多時有28個[1]。

## 歷任首長

#### 高等法院長

##### 高等法院長
| 任次 | 肖像 | 姓名 (生–卒)         | 在任時間      | 在任時間      | 備註 |
| ---- | ---- | -------------------- | ------------- | ------------- | ---- |
| 1    |      | 高野孟矩 (1854–1919) | 1896年5月13日 | 1897年10月1日 |      |
| 2    |      | 水尾訓和 (1845–1916) | 1897年10月1日 | 1898年7月20日 |      |

##### 覆審法院長
| 任次 | 肖像         | 姓名 (生–卒)         | 在任時間      | 在任時間      | 備註 |
| ---- | ------------ | -------------------- | ------------- | ------------- | ---- |
| 1    |              | 水尾訓和 (1845–1916) | 1898年7月20日 | 1899年9月1日  |      |
| 代理 |              | 山口武洪 (？–？)     | 1899年9月1日  | 1899年9月21日 |      |
| 2    |              | 今井艮一 (？–？)     | 1899年9月21日 | 1900年2月3日  |      |
| 代理 |              | 鈴木宗言 (1863–1927) | 1900年2月3日  | 1900年8月1日  |      |
| 3    | 1900年8月1日 | 鈴木宗言 (1863–1927) | 1907年8月1日  |               |      |
| 4    |              | 石井常英 (1864–1917) | 1907年8月1日  | 1917年7月13日 |      |
| 代理 |              | 高田富藏 (1867–？)   | 1917年7月13日 | 1917年8月11日 |      |
| 5    |              | 谷野格 (1874–1923)   | 1917年8月11日 | 1919年8月10日 |      |

##### 高等法院長（第二次）
| 任次 | 肖像 | 姓名 (生–卒)           | 在任時間       | 在任時間       | 備註 |
| ---- | ---- | ---------------------- | -------------- | -------------- | ---- |
| 1    |      | 谷野格 (1874–1923)     | 1919年8月10日  | 1923年8月20日  |      |
| 2    |      | 杉坂實 (1868–？)       | 1923年8月20日  | 1924年3月8日   |      |
| 3    |      | 相原祐彌 (1864–？)     | 1924年3月8日   | 1928年5月22日  |      |
| 4    |      | 後藤和佐二 (1880–？)   | 1928年5月22日  | 1933年9月5日   |      |
| 5    |      | 竹内佐太郎 (1875–1966) | 1933年9月5日   | 1935年11月13日 |      |
| 6    |      | 齋藤三郎 (1882–？)     | 1935年11月13日 | 1937年12月27日 |      |
| 7    |      | 伴野喜四郎 (1882–1953) | 1937年12月27日 | 1941年11月20日 |      |
| 8    |      | 池內善雄 (1883–？)     | 1941年11月20日 | 1945年8月9日   |      |
| 9    |      | 高野正保 (？–？)       | 1945年8月9日   | 1945年10月25日 |      |

###### 附註
1. ↑  原覆審法院長。
2. ↑  原新潟地方裁判所（日语：新潟地方裁判所）長。
3. ↑  原高等法院判官。
4. ↑  原高等法院檢察官長。
5. ↑  原高等法院檢察官長。
6. ↑  改任廣島控訴院（日语：控訴院）檢事長。
7. ↑  原高等法院檢察官長。
8. ↑  原臺北地方法院長。
9. ↑  原臺北地方法院長。

#### 檢察官長

##### 覆審法院檢查官長
| 任次 | 肖像 | 姓名 (生–卒)           | 在任時間      | 在任時間      | 備註 |
| ---- | ---- | ---------------------- | ------------- | ------------- | ---- |
| 代理 |      | 川淵龍起 (1860–1941)   | 1898年7月20日 | 1899年11月8日 |      |
| 1    |      | 尾立維孝 (1860–1927)   | 1899年11月8日 | 1909年11月5日 |      |
| 2    |      | 手島兵次郎 (1868–1918) | 1909年11月5日 | 1916年10月7日 |      |
| 3    |      | 菅野善三郎 (1866–1924) | 1916年10月7日 | 1919年8月10日 |      |

###### 附註
1. ↑  原高等法院檢察官。
2. ↑  改任名古屋地方裁判所（日语：名古屋地方裁判所）檢事正。
3. ↑  原名古屋地方裁判所檢事正。
4. ↑  原大審院檢事。
5. ↑  改任高等法院檢察官長。

##### 高等法院檢查官長
| 任次 | 肖像 | 姓名 (生–卒)           | 在任時間       | 在任時間       | 備註 |
| ---- | ---- | ---------------------- | -------------- | -------------- | ---- |
| 1    |      | 菅野善三郎 (1866–1924) | 1919年8月10日  | 1924年11月13日 |      |
| 2    |      | 後藤和佐二 (1880–？)   | 1924年11月13日 | 1928年5月22日  |      |
| 3    |      | 岩松玄十 (1881–？)     | 1928年5月22日  | 1929年8月10日  |      |
| 4    |      | 竹内佐太郎 (1875–1966) | 1929年8月10日  | 1933年9月5日   |      |
| 5    |      | 伴野喜四郎 (1882–1953) | 1933年9月5日   | 1937年12月27日 |      |
| 6    |      | 古山春司郎 (1883–1953) | 1937年12月27日 | 1942年10月23日 |      |
| 7    |      | 中村八十一 (？–？)     | 1942年10月23日 | 1945年9月3日   |      |
| 8    |      | 下秀雄 (？–？)         | 1945年9月3日   | 1945年10月25日 |      |

###### 附註
1. ↑  原覆審法院檢察官長。
2. ↑  原高等法院上告部判官。
3. ↑  改任高等法院長。
4. ↑  原千葉地方裁判所（日语：千葉地方裁判所）檢事正。
5. ↑  改任橫濱地方裁判所（日语：横浜地方裁判所）檢事正。
6. ↑  原橫濱地方裁判所檢事正。
7. ↑  改任高等法院長。
8. ↑  原臺北地方法院長。
9. ↑  改任高等法院長。
10. ↑  原臺北地方法院檢察官長。
11. ↑  改任評議會評議員。
12. ↑  原法務局長。
13. ↑  原臺中地方法院檢察局檢察官。

## 判例集
台灣總督府法院之裁判書，質量相當高。1995年日本文生書院有出版一套【覆審 高等法院判例】，可供參考研究。